# 섬유연골
섬유연골(Fibrocartilage)은 백색 섬유 조직과 연골 조직이 다양한 비율로 혼합되어 있는 연골이다. 백색 섬유 조직은 유연성과 강인함이 존재하고, 연골 조직은 탄력성이 존재한다. 섬유연골은 유형 II 콜라겐에 추가로 유형 I 콜라겐을 포함하는 유형의 연골이다.

## 구조
섬유연골의 세포외기질은 주로 연골세포에서 분비되는 유형 I 콜라겐으로 만들어진다.

## 인체에서의 섬유연골
- 2차 연골 관절
  - 치골 결합
  - 추간판의 섬유륜
  - 흉골관절
- 어깨 관절의 관절와순
- 고관절의 비구순
- 무릎 관절의 내측 및 외측 반달연골
- 힘줄과 인대가 뼈에 부착되는 위치

## 기능

### 회복
유리연골이 뼈까지 찢어지면 뼈 내부의 혈액 공급으로 때때로 병변 내부의 치유를 시작하기에 충분하다. 이와 같은 경우 신체는 섬유연골이라는 특수한 유형의 연골을 사용하여 해당 부위에 흉터를 형성한다. 섬유연골은 연골의 찢어진 부분을 채우는 데 도움이 되는 질기고 조밀한 섬유질 재료가 된다. 그러나 일반적으로 관절 표면을 덮고 있는 매끄럽고 유리질의 관절 연골을 대체하는 데 이상적인 것은 아니다.

## 임상적 중요성

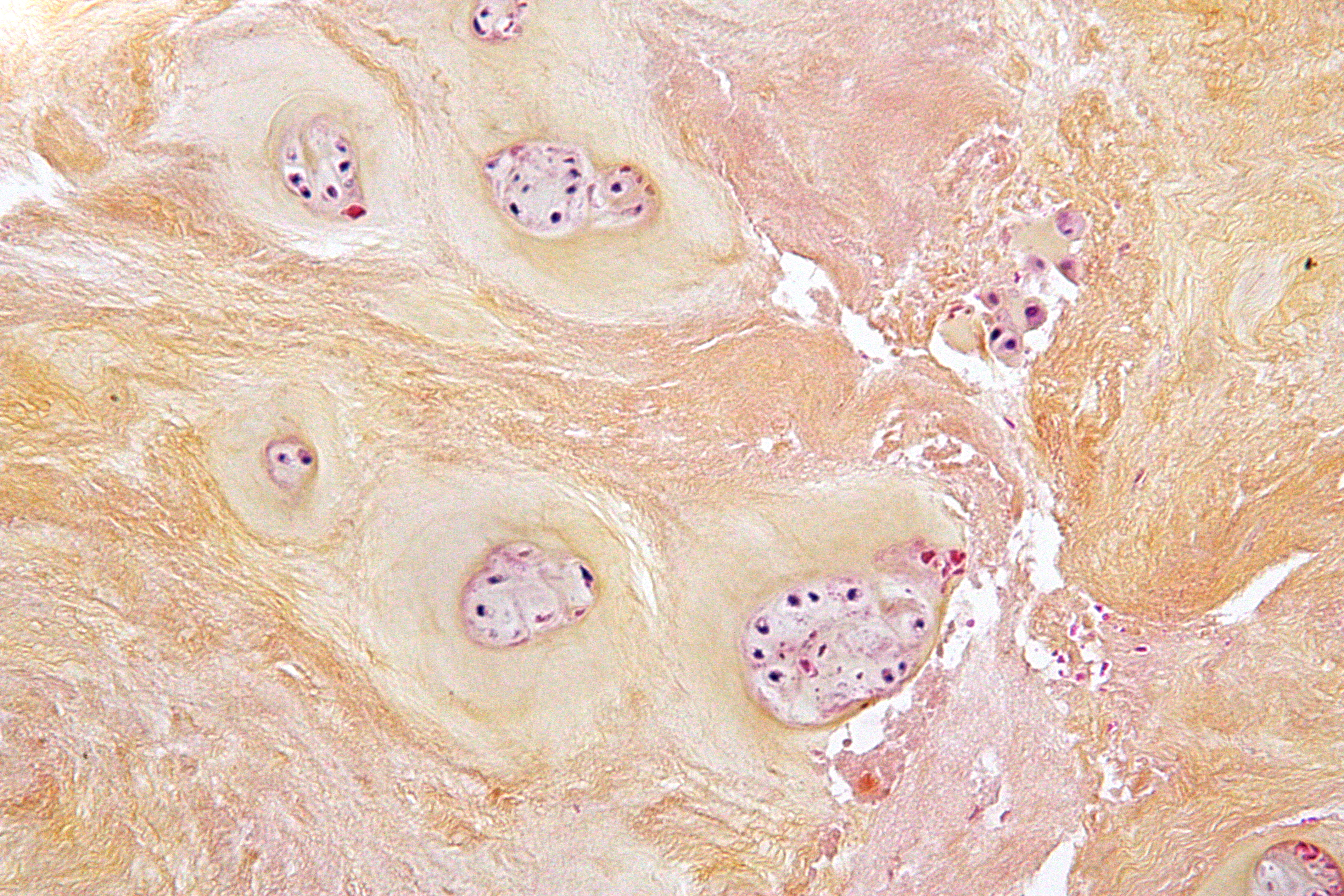
퇴행성 디스크 질환에서 볼 수 있듯이 핵 및 연골 세포 둥지가 손실된 퇴행성 섬유 연골을 보여주는 추간판 조각을 보여주는 현미경 사진 (HPS 염색)

섬유연골의 퇴행은 퇴행성 디스크 질환에서 볼 수 있다.